# The Lex Diamond Story
The Lex Diamond Story – trzeci solowy album amerykańskiego rapera Raekwona wydany 16 grudnia 2003.

## Lista utworów
| #  | Tytuł                     | Producent     | Gościnnie                    | Czas |
| -- | ------------------------- | ------------- | ---------------------------- | ---- |
| 1  | "The Lex Diamond Intro"   |               |                              | 1:03 |
| 2  | "Pit Bull Fights"         | Mizza         | Polite                       | 2:02 |
| 3  | "Hitman Salary (skit)"    |               |                              | 0:10 |
| 4  | "King Of Kings"           | Crummie Beats | Havoc                        | 3:50 |
| 5  | "Missing Watch"           | Mizza         | Ghostface i Polite           | 3:25 |
| 6  | "All Over Again"          | Mercury       |                              | 3:34 |
| 7  | "Clientele Kidd"          | Andy C        | Fat Joe, Ghostface i Polite  | 3:53 |
| 8  | "Smith Bros"              | Smith Bros.   |                              | 4:16 |
| 9  | "Restaurant (skit)"       |               |                              | 2:08 |
| 10 | "Robbery"                 | Emile         | Ice Water Inc.               | 3:50 |
| 11 | "Fuck You (skit)"         |               |                              | 0:25 |
| 12 | "Pa-Blow Escablow"        | Zephlon       |                              | 3:09 |
| 13 | "Musketeers Of Pig Alley" | Brutal Bill   | Masta Killa i Inspectah Deck | 3:06 |
| 14 | "Ice Cream Pt. 2"         | DJ Khalil     | Method Man i Cappadonna      | 3:44 |
| 15 | "The Hood"                | EZ ELPEE      | Tiffany Villarreal           | 3:48 |
| 16 | "Wild Chimpanzees (skit)" |               |                              | 1:59 |
| 17 | "Planet of the Apes"      | Hangmen 3     | Capone i Sheek Louch         | 4:28 |
| 18 | "Wild In Da Club"         | Punch         | Ultra i Ice Water Inc.       | 4:05 |
| 19 | "Once Upon A Time"        | Spontaneous   | Tekitha                      | 5:05 |
| 20 | "Lex Diamond Story Outro" |               |                              | 1:18 |